# ان‌جی‌سی ۵۶۶۵
ان‌جی‌سی ۵۶۶۵ یک کهکشان‌ در صورت فلکی گاوران است.